# Inoue Kowashi

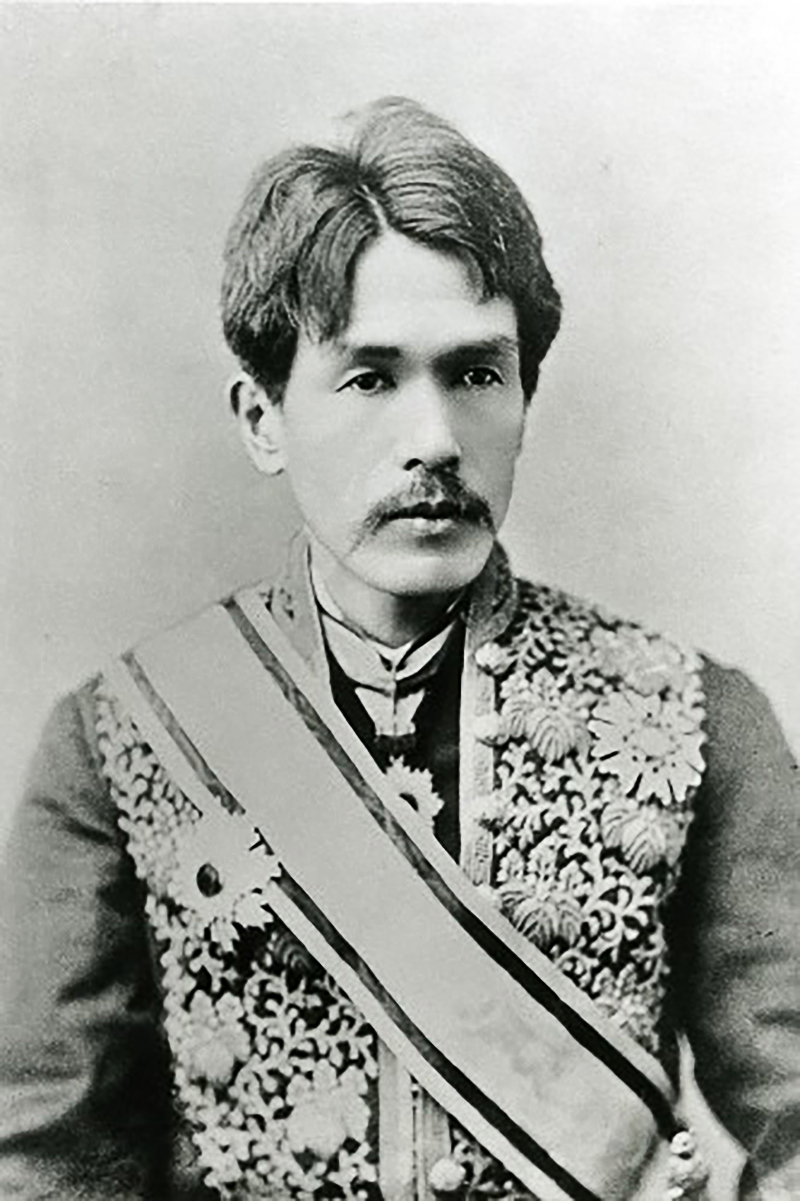
Inoue Kowashi

Inoue Kowashi (japanisch 井上 毅; * 18. Tag des Zwölften Monats im Jahr 1843 (Tempō 14) bzw. am 6. Februar 1844 in Takebe, Kumamoto-han, Provinz Higo; † 17. März 1895) war ein bedeutender japanischer Staatsmann, der sich insbesondere in den Bereichen der Verfassungskunde und der Bildungspolitik der Meiji-Zeit erfolgreich engagiert hatte.

## Leben
Inoue Kowashi stammt aus einer Samurai-Familie und war der dritte Sohn von Iida Kengoei bzw. Gongobei (飯田 権兵衛), einem Vasallen des Nagaoka kenmotsu (長岡監物) im Han (Lehen) Kumamoto. 1866 wurde er von Inoue Shigesaburō (井上 茂三郎) adoptiert.
Inoue zeigte schon früh eine hohe intellektuelle Begabung, so soll er bereits als Kleinkind das Hyakunin Isshu auswendig aufsagen gekonnt haben. Im Alter von vierzehn Jahren wurde er zur Unterrichtung zum konfuzianischen Gelehrten Kinoshita Saitan (木下 犀潭; 1805–1867) geschickt, der schon Yokoi Shōnan (横井 小楠; 1809–1869) und Motoda Nagazane (1818–1891) ausgebildet hatte. 1862 begann Inoue ein Studium am Jishūkan (時習館), der konfuzianischen Hochschule des Kumamoto-han, wo er sein Interesse für das Verhältnis von Religion und Politik entwickelte.
1867 wurde Inoue von der Han-Regierung nach Edo geschickt, um dort Französisch zu lernen. Wegen der politischen Wirren der Meiji-Restauration verließ er Edo jedoch und setzte von Dezember 1867 bis April 1868 sein Studium am Sankeijuku (三計塾) in Yokohama unter dem anti-christlichen Konfuzianer Yasui Sokken (1799–1876) fort. Danach kehrte er kurzfristig nach Kumamoto zurück, studierte einige Monate in Nagasaki und kehrte schließlich zum Abschluss seiner Studien nach Tōkyō zurück.
1871 begann Inoue seinen Dienst im Justizministerium unter Etō Shimpei (江藤 新平; 1834–1874). Im folgenden Jahr nahm Inoue an einer von Etō organisierten Mission teil, bei der er in Europa ausländische Rechtssysteme studierte. So hörte er für drei Monate Vorlesungen von Gustave Emile Boissonade (1825–1910) an der Sorbonne und lernte das preußische Verfassungswesen schätzen. Nach seiner Rückkehr nach Japan im November 1873 übersetzte Inoue mehrere europäische Rechtstexte, darunter das französische Strafgesetzbuch.
Nachdem Etō von seinem Regierungsamt zurücktreten musste, begann Inoue für Ōkubo Toshimichi zu arbeiten, dem er in den diplomatischen Belangen bezüglich der von Saigō Tsugumichi (西郷 従道, 1843–1902) militärisch geführten, japanischen Taiwan-Expedition von 1874 half und zusammen mit Boissonade nach Peking begleitete.
1875 trat Inoue als Berater in den Dienst von Itō Hirobumi. Im selben Jahr begleitete Inoue Mori Arinori (森 有礼, 1847–1889) auf einer Mission zur Beilegung der Korea-Problematik nach China.
Ab Ende der 1870er half Inoue als Verfasser von zwei maßgeblichen Gedenkschriften, die er mit zusammen mit Hermann Roesler schrieb, Iwakura Tomomi bei dessen Bestrebungen, die geplante Meiji-Verfassung inhaltlich am preußischen System auszurichten. Inoue argumentierte hierin damit, dass die preußische Verfassung eher dem japanischen Kokutai entspräche als die englische und dass die vollständige Souveränität des japanischen Staates in der Person des Tennō liegen müsse. Von 1886 bis 1888 beteiligte sich Inoue aktiv an konkreten Entwürfen zur Verfassung, wobei seine Entwürfe in wesentlichen Punkten liberaler als die schließlich tatsächlich verkündete Meiji-Verfassung waren.
Inoue engagierte sich ab 1878 auch aktiv in der japanischen Bildungspolitik, worin er sich ebenfalls stark am Kokutai-Ideal orientierte. Im Sinne einer starken japanischen Nation argumentierte er in einer für Yamagata Aritomo geschriebenen Rede für einen durch staatliche Erziehung geförderten Patriotismus. Mitte 1890 beteiligte sich Inoue unter dem neuen Bildungsminister Yoshikawa Akimasa (芳川 顕正; 1842–1920) an der Ausarbeitung des Kaiserlichen Erziehungsedikts. Inoues unter Beteiligung von Yamagata Aritomo und Motoda Eifu zustande gekommener Entwurf wurde schließlich maßgeblich für das im Oktober desselben Jahres erlassene Edikt.
1893 wurde Inoue zum Bildungsminister im zweiten Kabinett von Itō Hirobumi ernannt. In seiner kurzen Amtszeit machte er sich stark für moralische Erziehung im konfuzianischen Sinn, die Bereitstellung gleicher Bildungschancen für alle japanischen Untertanen und die Stärkung praktischer Ausbildung, insbesondere im technisch-industriellen Sektor. Aus gesundheitlichen Gründen musste Inoue am 29. August 1894 zurücktreten und zog sich auf eine Residenz zurück, ohne sich jedoch bis zu seinem Tod wieder zu erholen. Im Januar 1895 wurde er mit dem Titel Shishaku geehrt. Am 17. März desselben Jahres verstarb er.